# Adrián Campos
Pour les articles homonymes, voir Campos.
Pas d'image ? Cliquez ici
Adrián Campos, né le 17 juin 1960 à Alzira en Espagne et mort le 27 janvier 2021, est un ancien pilote automobile espagnol. Auteur d'un passage discret en Formule 1 au cours des saisons 1987 et 1988, il dirigeait une écurie qui porte son nom dans le championnat de Formule 2.

## Biographie

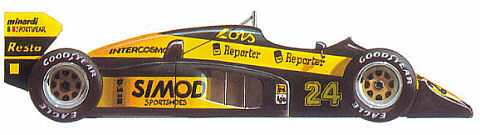
La Minardi M187 de ses débuts en Formule 1.

Adrian Campos accède à la Formule 1 en 1987, au sein de la modeste écurie italienne Scuderia Minardi. Malgré une première saison au cours de laquelle il ne parvient à rallier l'arrivée qu'une fois (quatorzième de son Grand Prix national à Jerez) et est nettement dominé par son coéquipier Alessandro Nannini, il conserve son volant pour la saison 1988. Mais au bout de cinq épreuves et trois non-qualifications, il est remplacé par Pierluigi Martini.
En 1994, il remporte le championnat d'Espagne de vitesse sur circuit - Tourisme.
Dans les années qui suivent sa retraite sportive, Campos reste impliqué dans le sport automobile. Il monte notamment sa propre structure, Campos Racing, engagé en World Series by Nissan et en GP2 Series. On lui doit également d'avoir repéré Fernando Alonso en karting et de l'avoir fait débuter en monoplace. 
Le 29 mai 2009, son écurie Campos Meta Team est choisie par la FIA pour participer au championnat du monde de Formule 1 2010.
Il meurt le 27 janvier 2021.

## Résultats en championnat du monde de Formule 1
| Saison | Écurie            | Châssis | Moteur                  | Pneus    | GP disputés | Points inscrits | Classement |
| ------ | ----------------- | ------- | ----------------------- | -------- | ----------- | --------------- | ---------- |
| 1987   | Minardi F1 Team   | M187    | Motori Moderni V6 turbo | Goodyear | 15          | 0               | n.c.       |
| 1988   | Lois Minardi Team | M188    | Cosworth V8             | Goodyear | 2           | 0               | n.c.       |